# ماثيو ريدينتون
ماثيو ريدينتون (بالإنجليزية: Matthew Ridenton)‏ (11 مارس 1996 بأوكلاند في نيوزيلندا - ) هو لاعب كرة قدم نيوزلندي في مركز الوسط. شارك مع منتخب نيوزيلندا تحت 17 سنة لكرة القدم ومنتخب نيوزيلندا لكرة القدم. أما مع النوادي، فقد لعب مع نادي أوكلاند سيتي ونادي ويلينغتون فينيكس وWellington Phoenix FC Reserves ‏.

## وصلات خارجية
- ماثيو ريدينتون على موقع الاتحاد الدولي (مؤرشف)  (الإنجليزية)
- ماثيو ريدينتون على موقع قاعدة بيانات كرة القدم.إي يو (الإنجليزية)
- ماثيو ريدينتون على موقع ناشيونال فوتبول تيمز (الإنجليزية)
- ماثيو ريدينتون على موقع Soccerway.com (الإنجليزية)